# هری شوارز
هری شوارز (انگلیسی: Harry Schwarz; ۱۳ مهٔ ۱۹۲۴ – ۵ فوریهٔ ۲۰۱۰) سیاستمدار، دیپلمات، فعال حقوق بشر، وکیل، و قاضی اهل آفریقای جنوبی بود.
وی از آلمانی‌های مهاجرت‌کرده به آفریقای جنوبی و از فعالین مقاومت داخلی علیه آپارتاید بود.
وی همچنین سفیر آفریقای جنوبی در ایالات متحده در طی گذار این کشور به حکومت اکثریت بود.او که به‌عنوان «سرسخت‌ترین سیاستمدار» و یک «فرهنگ» سیاسی آفریقای جنوبی توصیف می‌شود، به خاطر درگیری‌های پارلمانی‌اش با دولت آپارتاید بر سر سیاست‌های نژادی و اقتصادی آن شهرت داشت.
در سال ۱۹۶۳ نلسون ماندلا و بسیاری مخالفین دیگر دستگیر و محاکمه شدند. هری شوارز وکالت یکی از متهمین بنام جیمی کانتور را به عهده گرفت. کانتور بعداً تبرئه شد. به شوارز اجازه دسترسی به پرونده ماندلا که ان زمان در جزیره روبن زندانی بود داده نشد تا اینکه ماندلا را به زندان ویکتور ورستر منتقل کردند.
در ۲۳ نوامبر ۱۹۸۹، شوترتز پس از ملاقات ماندلا در زندان فوراً تقاضای آزادی بی قید و شرط او را کرد و آن را به نفع تمامی شهروندان آفریقای جنوبی - سیاه وسفید - دانست.